# 御来屋町
御来屋町（みくりやちょう）は、鳥取県西伯郡にあった町。現在の西伯郡大山町の一部にあたる。

## 地理
名和川の河口に位置し、日本海の沿岸に細長く東西に広がっていた。

## 歴史
- 江戸時代、御来屋村は鳥取藩領で汗入郡に属した[2]。
- 1870年（明治3年）御来屋宿に改称[2]。
- 1873年（明治6年）御来屋郵便局開設[2]
- 1883年（明治16年）御来屋ほか9か村連合戸長役場開設[2]。
- 1886年（明治19年）大火により死者7名、287戸焼失[2]。
- 1889年（明治22年）10月1日、町村制の施行により、汗入郡御来屋宿が単独で村制施行し、御来屋村が発足[1][2]。大字は編成せず[2]。
- 1896年（明治29年）4月1日、郡の統合により西伯郡に所属[2]。
- 1887年（明治30年）大火で大きな被害を受ける[2]。
- 1899年（明治32年）3月18日、町制施行し御来屋町となる[1][2]。
- 1906年（明治39年）2回の大火後の商業振興策として農具市を開催し、その後、毎年開催とした[2]。
- 1954年（昭和29年）4月1日、西伯郡庄内村、名和村、光徳村と合併し名和町を新設して廃止された[1][2]。合併後、名和町大字御来屋となる[2]。

### 地名の由来
後醍醐天皇が隠岐から脱出した際、当地の男嶋崎に上陸し、御来屋に改称した。

## 産業
- 漁業、農業、工業[2]

## 交通

### 鉄道
- 1902年（明治35年）11月1日、官設鉄道山陰線（現山陰本線）御来屋 - 米子 - 境（現境港駅）間が開通時し光徳村大字西坪に御来屋駅開設[3]。

### 港湾
- 御来屋漁港[2]

## 教育
- 1873年（明治6年）御来屋学校開校[2]。1882年（明治15年）御来屋小学校に改称[2]。1885年（明治18年）宮の前屋敷に新校舎建設[2]。1887年（明治20年）御来屋尋常小学校に改称[2]。1893年（明治26年）新校舎落成[2]。1909年（明治42年）御来屋尋常高等小学校に改称[2]。1925年（大正14年）校舎全焼し、1926年（大正15年）新校舎を岩屋畑に建設し移転[2]。
- 1947年（昭和22年）組合立名和中学校開校[2]。

## 出身人物
- 角田九郎（酒造業[4]、素封家、御来屋町会議員[5]）